# Verfriesing

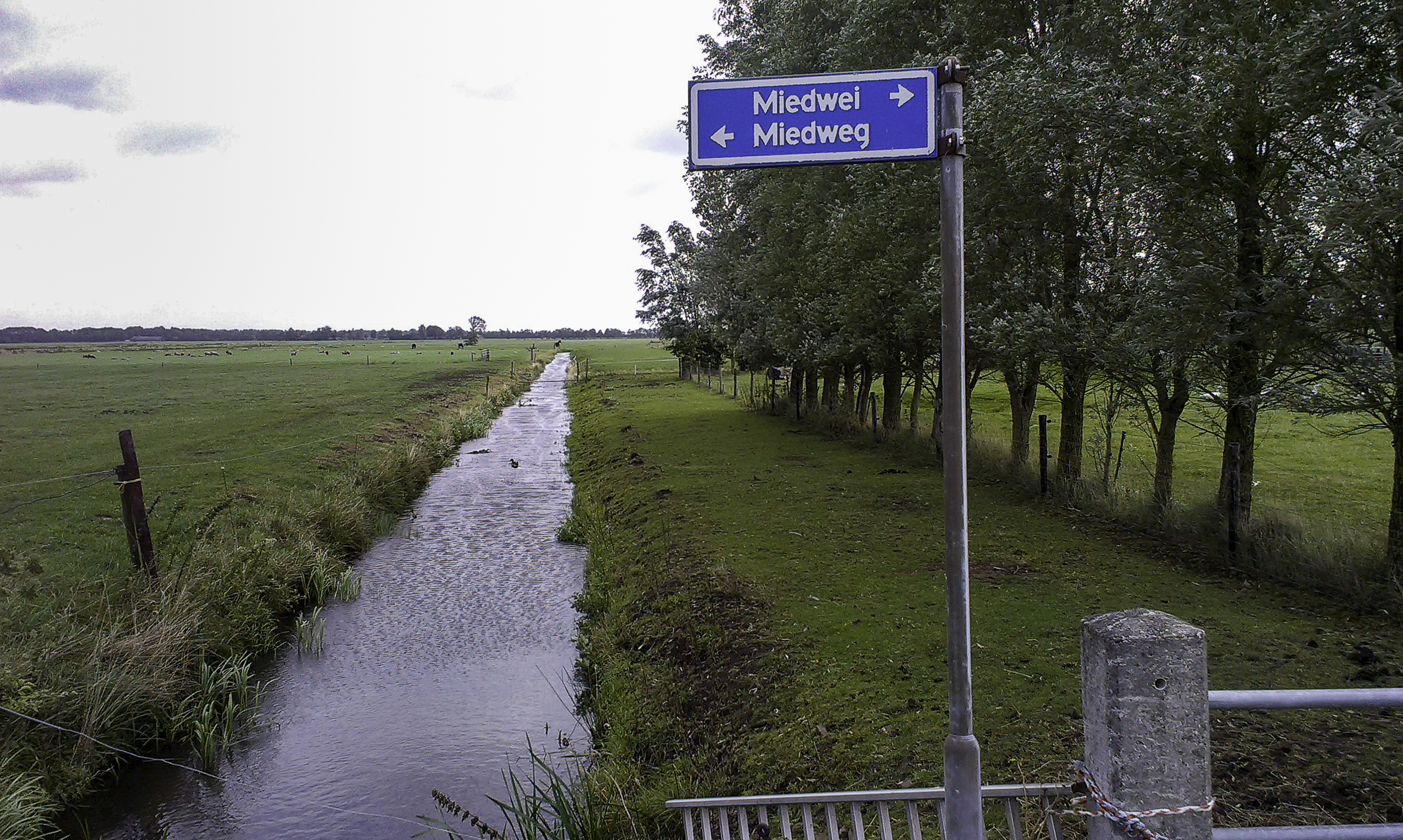
Scheiding tussen de Miedweg en Miedwei in Surhuizumer Mieden op de grens tussen Stroobos en Surhuizum. Hier is sprake van een inconsistente naamvoering, beide plaatsen liggen immers in dezelfde gemeente.

Verfriesing (Fries: ferfrysking) of verfriezing is het veranderen van Nederlandstalige namen in het Westerlauwers Fries in de Nederlandse provincie Friesland. Deze verfriesing komt vooral tot uiting in Friese gemeentelijke namen en geografische namen. Historisch gezien ging aan de huidige verfriesing een vernederlandsing vooraf, zodat ook van 'herfriesing' kan worden gesproken.
Een aantal geografische benamingen werd in het verleden in het Nederlands vertaald of geretoucheerd en dat gebeurde soms op incorrecte wijze zoals in het geval van een Hoekbloemsloot die was vernederlandst uit een Oebele-om-sloot. Anderzijds bewaart de Nederlandse benaming soms een Oud-friese vorm zoals in het geval van Sneek (Sneca) dat in het jongere Fries Snits is geworden.
Verfriesing komt in de openbare ruimte met name tot uitdrukking in nieuwe plaatsnaamborden, straatnaamborden en borden met waternamen die eentalig Fries of tweetalig zijn opgesteld. Soms is in de verfriesing de modern Friese uitspraak gevolgd en niet de Friese betekenis zoals in Reduzum (Readhúzum, Roordahuizum). Veel voorkomende voorbeelden zijn de verandering van toponiemen als -straat in -strjitte, -laan in -leane of -loane, -weg in -wei, -pad in -paad (in de oude Friese spelling -paed), -vaart in -feart, -meer in -mar, -dijk in -dyk, -buren in -buorren. Bij moderne woorden als viaduct gaat het alleen om een spellingsverschil (fiadukt). Een belangrijke actor in de verfriesing is de Topografyske Wurkgroep Fryslân (topografische werkgroep Friesland).
De mate van verfriesing wordt deels op provinciaal niveau, maar met name op gemeentelijk niveau bepaald. Er zijn gemeenten die ervoor gekozen hebben om de plaatsnaamborden en andere geografische namen alleen nog in het Fries te vermelden. In andere gemeenten worden de Friese namen onder de Nederlandse namen op de plaatsnaamborden geschreven of andersom. In het geval van tweetalige vermeldingen is wel slechts één vorm de officiële. De mate van naamsverfriesing hangt deels samen met de mate waarin het Fries in het betreffende gebied wordt gesproken en altijd met de instemming van een meerderheid onder politieke partijen. De Fryske Nasjonale Partij is hierbij vaak een belangrijke actor vanwege zijn speerpunt op de Friese taal. De meerderheid komt onder druk te staan waar gemeenten de laatste decennia zijn samengevoegd en vaak ook steden omvatten, waar de zogenaamde 'Frieszinnigheid' minder groot is dan op het platteland als gevolg van onder andere de historische ontfriezing en de daarmee gepaard gaande opkomst van het Nederlandse dialect Stadsfries.

## Geschiedenis
Eeuwenlang was de 'Hollandse' spelling van de topografische namen de enige toegestane. De verfriesing heeft haar oorsprong in 1953, toen het toenmalige kabinet inzake de 'Friese kwestie' bepaalde dat Friese gemeenten het recht kregen om plaats- en straatnamen in het Fries vast te stellen. Bij een dubbele vermelding zou alleen de Nederlandse vorm als officiële gelden. In 1979 ging de Topografische Dienst akkoord met de vermelding van Friese straatnamen en dubbeltalige Friese plaatsnamen (Friese naam tussen haakjes) op de kaarten. In 1981 was Idaarderadeel de eerste Friese gemeente die afstand deed van de Nederlandse plaatsnamen en officieel alle topografische namen eentalig in het Fries vaststelde. In 1984 werden gemeentelijke herindelingen doorgevoerd, waarbij een aantal nieuw ontstane gemeenten (door deze herindeling) de Friese naam mocht gaan voeren, te weten Littenseradiel (Littenseradeel), Skarsterlân (Scharsterland), Nijefurd (furd/ferd = Fries: rechtsvredegebied) en Boarnsterhim (Boornsterhem). De eerste bestaande gemeente die de Friestalige gemeentenaam liet vastleggen was Tytsjerksteradiel (Tietjerksteradeel), dat in 1989 samen met Boarnsterhim ook alle topografische namen eentalig in het Fries opstelde. Hiervoor moesten beide gemeenten echter wel procederen tot de Raad van State, omdat de landelijke PTT zich hier niet aan wilde aanpassen en omdat verschillende plaatselijke ondernemers vreesden 'onvindbaar' te worden. De rechter besloot uiteindelijk dat private ondernemingen vrij waren om de Nederlandse namen te blijven gebruiken. De beide gemeenten moesten de doorverwijzingen naar de Nederlandstalige namen in het telefoonboek betalen. Later volgden meer gemeenten. Een van de gemeenten waar dit het verst werd doorgevoerd was de gemeente Dantumadeel, waar sinds 2009 alle plaats- en straatnaamborden alleen nog in het Fries worden vermeld om de oude Nederlandse namen (zoals Zwaagwesteinde) te doen verdwijnen.
In 1992 werd het recht om de gemeentenaam in het Fries te mogen voeren vastgelegd in de herziene Gemeentewet en in het in 1996 door Nederland geratificeerde Europees Handvest voor regionale talen of talen van minderheden. Een belangrijk merkteken hiervan was de verfriesing van de provincienaam tot Fryslân in 1997. Landelijke instanties en bedrijven zoals de Postbank, de Gouden Gids en het CJIB pasten hun registratie in de jaren 1990 aan op de Friese naamgeving, vaak op basis van de sinds 1992 verplichte NEN-norm 5825. De PTT volgde pas na druk van het Rijk in 2000. De NS was lange tijd niet bereid om het omroepen van de stationsnamen te veranderen naar de inmiddels op de borden al wel veranderde Friese namen. Zo werd de uitspraak van de stations "Hardegarijp" en "Grouw-Irnsum" pas 10 jaar na de verfriesing van beide plaatsnamen in 1999 gewijzigd in respectievelijk Hurdegaryp en Grou-Jirnsum, vooral omdat het (niet-Friese) spoorwegpersoneel een Friese uitspraak niet in de mond wenste te nemen.
In 2008 werd in de wet Basisregistratie Adressen en Gebouwen nogmaals vastgelegd dat een woonplaats slechts één naam kan dragen. Tweetalige plaatsnamen zijn formeel niet mogelijk, dit betekent dat er een keuze moet worden gemaakt: óf een Friese, óf een Nederlandse plaatsnaam.  Een dubbele naam waarin beide talen terugkomen (zoals Sneek-Snits) is eveneens niet toegestaan. Formeel heet Earnewâld daarmee geen Eernewoude en Heerenveen niet It Hearrenfean. In Nederlandstalige teksten wordt vaak de officiële plaatsnaam aangehouden, ongeacht of deze van oorsprong Nederlands of Fries is.
In 2014 werd de formele positie van het Fries nog versterkt doordat de Wet gebruik Friese taal werd aangenomen door de Nederlandse overheid, waarmee het Fries een officiële status kreeg als 'tweede rijkstaal'. Een van de uitwerkingen hiervan is dat decentrale overheden in Friesland, zoals gemeenten, voortaan regels en een beleidsplan moeten opstellen voor het gebruik van het Fries.

## Verzet
Over de verfriesing is veel te doen in regionale media omdat lang niet alle inwoners instemmen met het lokale gemeentelijke beleid. Het gaat dan vooral om de vraag in welke mate en met welke snelheid de verfriesing van de plaatsnamen en straatnamen wordt doorgevoerd. Vaak gaat het om lokale ondernemers die vrezen onvindbaar te worden of dit als neutraal argument gebruiken. Soms wordt ook als argument aangevoerd dat het veranderen van namen belastinggeld kost. Zo zou het veranderen van de tegen de afspraken in als definitief doorgevoerde werknaam 'Friese Meren' voor een nieuwe fusiegemeente in 'De Fryske Marren' ruim € 200.000 moeten kosten. Het wijzigen van een officieel vastgestelde plaatsnaam betekent namelijk door de daarmee gepaard gaande adreswijzigingen ook dat er (soms door externe leveranciers) een wijziging in de gemeentelijke systemen moet worden aangebracht, zoals in de voor gemeenten verplichte basisregistraties Adressen en Gebouwen, Personen en Grootschalige Topografie. Daartegenover stellen de voorstanders dat veranderingen op termijn vrijwel zonder kosten kunnen worden doorgevoerd na afschrijving van de oude en bij vernieuwing van de borden. De vraag is daarmee vooral of de nieuwe plaatsnamen wel of niet officieel worden ingevoerd.
In verschillende gemeenten varieert het beleid. In de nieuw gevormde herindelingsgemeente Súdwest-Fryslân (Zuidwest-Friesland) ontstond in 2009 discussie nadat de Topografyske Wurkgroep Fryslân vond dat grote plaatsen met Nederlandstalige namen als Sneek (Snits) en Bolsward (Boalsert), welke bewoond werden door een meerderheid van Nederlands- althans niet-Friestaligen hun namen moesten verfriesen om zo een consequente taaleenheid te bewerkstelligen met de Friese dorpsnamen, die al voor de fusie waren vastgesteld in een van de voorgangergemeenten (Wymbritseradeel). Deze synchronisering werd uiteindelijk niet doorgevoerd.
Eerder was de verfriesing in 1984 in een andere voorgangergemeente Hemelumer Oldeferd teruggedraaid; de Friese namen moesten na de herindeling dan weer voorzien worden van het Nederlandstalige equivalent. Op het moment van herindeling was de situatie dus per gemeente verschillend. Na vijf jaar van discussie besloot de gemeente in 2013 dat bij alle plaatsen met Nederlandse equivalenten (behalve bij It Heidenskip en Ysbrechtum (IJsbrechtum)) de beide namen zouden worden geplaatst; in strijd met het Europees Handvest voor Minderheidstalen werd dit de Nederlandse naam boven en de Friese naam eronder.
In Noardeast-Fryslân leverde een plotseling unaniem aangenomen motie van de FNP om alle plaatsnamen te verfriesen verzet op van de dorpsbelangen van de oostelijke dorpen Burum, Kollumerpomp, Munnekezijl en Warfstermolen, waar varianten van de Nedersaksische taal worden gesproken zoals Kollumerlands (Westerkwartiers) en Kollumerpompsters. Als reactie op dit verzet werden door vandalen in Munnekezijl, Burum en Warfstermolen de Nederlandse namen -mogelijk met een flex / haakse slijper / slijptol / slijpschijf- van de plaatsnaamborden gekrast. Dit leidde in Munnekezijl weer tot een actie waarbij de plaatsnaamborden werden overgeplakt met 'Munnekezijl gemeente Westerkwartier'. Het genoemde raadsbesluit betekent verder een wijziging van Nederlandse namen naar een andersoortige Friese naam (bijvoorbeeld Augsbuurt naar Lytsewâld en Oostmahorn naar De Skâns, tevens de Friese naam van het gehucht De Schans in dezelfde gemeente).